# Шиловский, Леонид Прокофьевич
Леонид Прокофьевич Шиловский (1919, с. Новороссийское ныне Хромтауского района Актюбинской области, Казахстан — 3 ноября 1943, похоронен в с. Потоки Криничанского района Днепропетровской области, Украина) — красноармеец Рабоче-крестьянской Красной Армии, участник Великой Отечественной войны, Герой Советского Союза (1943). Разведчик 496-й отдельной разведывательной роты, 236-я стрелковая дивизия, 46-я армия, Степной фронт.

## Биография
Родился в 1919 году в селе Новороссийское ныне Хромтауского района Актюбинской области Казахской ССР в семье крестьянина. Украинец. Окончил 7 классов. Работал в колхозе. Кандидат в члены ВКП(б).
В Красной Армии с 1939 года, с июня 1941 года на фронтах Великой Отечественной войны.
В ночь на 26 сентября 1943 года в составе группы бойцов в числе первых форсировал реку Днепр в районе села Сошиновка (Верхнеднепровский район Днепропетровской области). Лично уничтожил 11 солдат неприятеля. В последующих боях был ранен.
Указом Президиума Верховного Совета СССР от 1 ноября 1943 года ему присвоено звание Героя Советского Союза с вручением ордена Ленина и медали «Золотая Звезда», а уже через двое суток он погиб.
Похоронен в селе Потоки Криничанского района Днепропетровской области. Именем Героя названы улицы в городе Хромтау (Актюбинской области) и в селе Новороссийское, пионерские дружины в школах Хромтауского района.